# Crónica Chillán
Crónica Chillán es un periódico chileno fundado en 2008 en la ciudad de Chillán, perteneciente a la empresa Diario El Sur S.A., la cual es también editora de los diarios El Sur y La Estrella de Concepción. Esta empresa a la vez forma parte de El Mercurio S.A.P. y de la Asociación Nacional de la Prensa de Chile.

## Historia
La primera edición del periódico salió a la venta el día 30 de junio de 2008. El 27 de julio de 2011 Crónica Chillán estrenó un nuevo formato, pasando del tamaño tabloide al berlinés, y estrenando un nuevo logotipo. Para agosto de 2017, el periódico cambia su sede central de calle Arauco a Calle Maipón, en el sector de Las Cuatro Avenidas de Chillán.